# Ogiyaka
Ogiyaka (宇喜也嘉 ou 於義也嘉), également appelée Ukiyaka, Ujiyaka ou Yosoidon (1445–1505) est la reine de Shō En, premier roi de la seconde dynastie Shō du Royaume de Ryūkyū de 1469 à 1476, et la mère du troisième roi de la seconde dynastie Shō, Shō Shin, pendant la minorité duquel elle assure la régence du royaume:168,:62.

## Liens familiaux
Née en 1445, Ogiyaka devient à 20 ans la seconde femme de Kanamaru (le futur roi Shō En), de trente ans son aîné. Il est alors seigneur de Uchima et occupe divers postes de haut fonctionnaire pour le gouvernement royal de Shō Toku:70.
 
Bien que les circonstances et la date du mariage ne soient pas enregistrés, elle donne naissance à son premier fils, le futur roi Shō Shin, en 1465.
 
Elle est également la mère de Utuchitunumuigani, qui deviendra la première Kikoe-ōgimi de la seconde dynastie Shō après la réforme religieuse de son frère.

Les autres enfants de Shō En sont nés de ses maîtresses,:62.

## Politique
Après la mort du roi Shō Toku, Kanamaru monte sur le trône sous le nom de Shō En, débutant ainsi la seconde dynastie Shō.
Ogiyaka porte les titres de Grand Seigneur de la Maison de Yushii Udun (世添御殿大按司加那志, Yushiiudun Ufuanjiganashi, souvent traduit de manière erronée comme son nom en Yosoidon) et l’honorable très belle personne de Yushii (世添大美御前加那志, Yushiiufuchura Gumēganashi). Yushii (世添), bien que généralement non traduit, peut être compris comme « la personne qui a épousé le roi » ou « la personne qui a conquis le monde ».
À la mort de Shō En en 1476, son frère Shō Sen'i monte sur le trône. Environ six mois plus tard, lors de la cérémonie au cours de laquelle le nouveau roi doit recevoir des dieux son nom divin (son couronnement officiel), Utuchitunumuigani, qui, en tant que Kikoe-ōgimi de la famille royale, préside les rites de la cérémonie, annonce que les dieux sont opposés à cette succession et qu’ils préfèrent voir Shō Shin, le fils de Shō En, monter sur le trône. Shō Sen’i abdique en faveur de son neveu, qui n’a alors que 13 ans, et le pouvoir passe dans les mains d’Ogiyaka pour plusieurs années:80,:58-59, 62.
Dans les Annales de la dynastie Joseon (朝鮮王朝実録), des marins coréens de retour de Ryūkyū mentionnent que le roi est alors un enfant et que le pouvoir est aux mains de la reine-mère:180,:91,:73-75.
Il est possible que la réforme religieuse qui place Kikoe-ōgimi au sommet de la hiérarchie des noros soit également le fait d’Ogiyaka:60.

Pendant sa régence, Ogiyaka fait construire le temple Enkaku-ji et le mausolée Tamaudun, qui servent à perpétuer la mémoire des rois de la seconde dynastie Shō. Elle décide également de l’agrandissement du temple Sōgen-ji:109.
Elle meurt en 1505, à l’âge de 61 ans et son nom posthume est Gekkō (月光).
Bien que le nom d’Ogiyaka figure sur la stèle dédicatoire de Tamaudun (Ohitori Yosohioton no Anshi Okiyaka (御一人よそひおとんの大あんし、おきやか)), et que le Chūzan Seifu mentionne qu’elle est enterrée à Tamaudun, aucune des urnes funéraires à l’intérieur du monument ne porte son nom. Une urne qui pourrait être la sienne (portant l’inscription Yosoi Udun no Ōanji Ogiyaka (世添御殿之大按司宇喜也嘉)) a été trouvée dans le mausolée Tamaudun de Izena, que Shō En a fait construire pour sa famille restée sur l’île,.

## Légende noire
De nombreux historiens sont d’avis qu’Ogiyaka a orchestré l’abdication de Sen’i pour obtenir le pouvoir. Sa mort très rapide après son abdication est également généralement regardée comme suspecte:180,:62,:91.
Après avoir assis son fils sur le trône, la réforme religieuse qu’elle a probablement orchestrée fait de Kikoe-ōgimi, un poste occupé par sa fille, la seconde plus haute autorité du royaume après le roi:33,:182.
Les circonstances de l’accession au trône de Shō Shin sont troubles, il est possible qu’il y ait eu une période d’instabilité politique, voire une guerre de succession, pendant de longues années, comme le suggère le fait qu’il n’y a aucune archive des vingt premières années de son règne, à l’exception des enregistrements des tributs et du commerce avec la Chine.
Probablement pour apaiser les tensions, Shō Shin fait de Kyoni (居仁, également traduit « Kyojin »):169,:64,:92, la fille de Sen’i, sa reine. Elle lui donnera deux fils, Shō Ikō, Prince Urasoe Chōman (尚維衡 浦添王子朝満)  (fondateur de la maison Oroku Udun) et Shō Chōei, Prince Ōzato (尚朝栄 大里王子), qui seront tous les deux écartés de la succession, probablement à la suite de conflits et rumeurs orchestrés par Ogiyaka, qui ne voulait pas que des descendants de Sen’i héritent du trône:176, 179, 180,:91-92. Ils sont expressément écartés des personnes autorisées à être enterrés dans la mausolée dynastique de Tamaudun, et leurs noms ne figurent pas sur la stèle dédicatoire de 1501. La tradition veut que la malédiction gravée sur la stèle, censée frapper toute personne extérieure à la liste qui tenterait de se faire enterrer dans la mausolée, ait été dictée par Ogiyaka elle-même:63-65,:92.
Les archives étrangères la dépeignent également comme une régente extravagante. Dans les Annales de la dynastie Joseon, les pêcheurs coréens naufragés à Ryūkyū entre 1477 et 1479 racontent qu’elle utilise une chaise à porteur entièrement laquée, avec des décorations en or et soulevée par vingt personnes, alors que son fils, le roi, vient derrière elle sur un simple cheval. Elle se déplace avec une procession de cent personnes dont certains chantent et jouent de la musique, certains portent des armes et d’autres allument des pétards:180,:91,:73-75.